# Kabīr Kūh
Kabīr Kūh (persiska: كَبير كوه, کبیر کوه, کوه کبیر کوه) är ett berg i Iran.   Det ligger i provinsen Ilam, i den västra delen av landet, 500 km sydväst om huvudstaden Teheran. Toppen på Kabīr Kūh är 2 155 meter över havet, eller 459 meter över den omgivande terrängen. Bredden vid basen är 12,7 km.
Terrängen runt Kabīr Kūh är bergig österut, men västerut är den kuperad. Kabīr Kūh ligger uppe på en höjd som går i öst-västlig riktning. Runt Kabīr Kūh är det ganska glesbefolkat, med 26 invånare per kvadratkilometer. Närmaste större samhälle är Ābdānān, 5,6 km söder om Kabīr Kūh. Omgivningarna runt Kabīr Kūh är i huvudsak ett öppet busklandskap.